# فابيان مورو
فابيان مورو (بالإنجليزية: Fabian Moreau)‏ هو لاعب كرة قدم أمريكية أمريكي، ولد في 9 أبريل 1994 في فورت لودرديل في الولايات المتحدة.